# Sedum perpusillum
Sedum perpusillum är en fetbladsväxtart som beskrevs av Joseph Dalton Hooker och Thoms.. Sedum perpusillum ingår i Fetknoppssläktet som ingår i familjen fetbladsväxter. Inga underarter finns listade i Catalogue of Life.